# Povstání v Burkině Faso 2014
Povstání v Burkině Faso v roce 2014 byla série demonstrací a nepokojů, které se odehrály během října 2014 v Burkině Faso a rychle se rozšířily do několika měst. Protesty začaly jako reakce na snahy o změnu ústavy, jež by umožnila prezidentovi Blaiseovi Compaorému znovu kandidovat a prodloužit tak své 27leté působení v úřadu. Tlak na politickou změnu přicházel ze strany občanské společnosti, zejména mládeže. Po dramatickém dni 30. října, během nějž se do protestů zapojil i bývalý ministr obrany Kouamé Lougué a byla podpáleny budovy Národního shromáždění, další vládní objekty i sídlo vládní strany Kongres pro demokracii a pokrok (CDP), Compaoré rozpustil vládu, vyhlásil výjimečný stav a nakonec s podporou prezidenta Pobřeží slonoviny Alassana Ouattary uprchl do této země.
Generál Honoré Nabéré Traoré oznámil, že zemi do voleb během následujících 12 měsíců povede přechodná vláda. Po dalším dni masových protestů, kdy Compaoré nejprve odmítal rezignovat, nakonec 31. října pod tlakem domácí veřejnosti odstoupil z funkce prezidenta. Úřad prozatímní hlavy státu převzal Traoré. O tuto pozici však usiloval také podplukovník Yacouba Isaac Zida, který argumentoval Traorého nepopularitou, prohlášení náčelníků armády následně uvedlo, že Zida má jejich jednomyslnou podporu. Koalice několika opozičních stran však vojenské převzetí moci odmítla. Další protesty byly svolány na ráno 2. listopadu, měly ale menší rozsah a došlo při nich nejméně k jednomu úmrtí v souvislosti s policejním zásahem. Africká unie stanovila zemi lhůtu čtrnácti dnů trvající od 3. listopadu na ukončení vojenské vlády. Do poloviny listopadu bylo jednomyslně dohodnuto rámcové uspořádání pro přechodnou výkonnou a zákonodárnou moc.

## Pozadí
Po ústavní novele z roku 2000 byla prezidentská funkce v zemi omezena na dvě pětiletá volební období. Tato omezení však nebyla uplatněna na již vládnoucí veřejné činitele, což umožnilo prezidentovi Blaisovi Compaorému, jenž byl v úřadu již od roku 1987, kandidovat ještě dvakrát a být tak znovu zvolen v letech 2005 a 2010.
V souvislosti s prezidentskými volbami v roce 2015 se Compaoré pokusil prodloužit své 27leté působení ve funkci tím, že prosadil ústavní dodatek rušící omezení počtu mandátů. V důsledku toho opozice vyzvala k protestům proti tomuto návrhu, který měl být projednáván v parlamentu. Někteří lidé upozorňovali, že by tento krok mohl „vyvolat povstání“.
Takzvané Burkinašské jaro (série protestů v roce 2011) rovněž volalo po změně v kontextu stagnující ekonomiky a nečinnosti státu, na což vláda částečně reagovala ústupky. Tyto události však zároveň prohloubily rozkol a nedůvěru mezi běžnou armádou a speciálními jednotkami, jako byl například Prezidentská bezpečnostní garda (RSP).

## Protesty

### Počátek
Protesty začaly na konci října., kdy nejmenované opoziční strany vyzvaly k zablokování parlamentu. 28. října došlo ke střetům v ulicích během protivládní demonstrace, které se zúčastnily statisíce lidí. Následující den se však znovu otevřely banky, obchody i trhy. Člen strany Lidové hnutí za pokrok (MPP) Pargui Emile Paré uvedl: „Jedno je jisté: 30. října pochodujeme na parlament.“ 29. října se konal masový mítink, doprovázený pouličními střety, namířený proti „ústavnímu puči“ – i tentokrát se ho účastnily statisíce lidí.

### 30. říjen

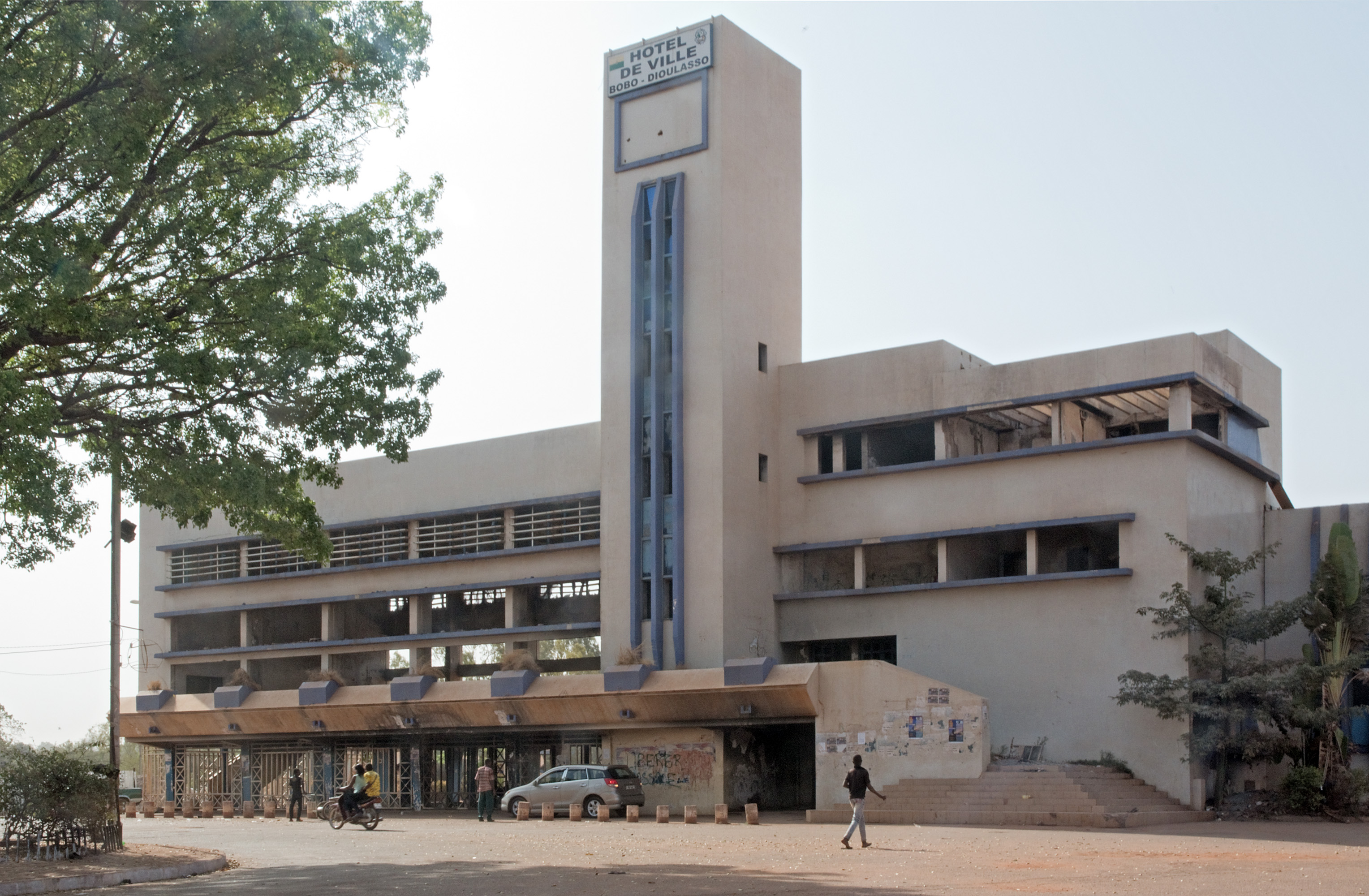
Ohořelá budova městské radnice v Bobo-Dioulasso v únoru 2018 (více než tři roky poté, co byla během demonstrací v říjnu 2014 podpálena)

Nejvážnější situace nastala 30. října, kdy se shromáždily desetitisíce demonstrantů. Ti mimo jiné přirovnávali Compaorého k viru eboly v souvislosti s tehdy probíhající západoafrickou epidemií. Policie se snažila demonstranty rozehnat slzným plynem, ti ale prorazili zátarasy a zapálili vládní budovy, včetně radnice a sídla vládnoucí strany Kongres pro demokracii a pokrok (CDP). Dav poté zamířil k prezidentskému paláci, zatímco armáda střílela gumové projektily na asi 1500 lidí, kteří vtrhli do budovy Národního shromáždění. Demonstranti zde podpalovali dokumenty, kradli počítače a zapalovali venku zaparkovaná auta. Části parlamentu, včetně kanceláře předsedy Soungala Ouattary, byly v plamenech, hlavní zasedací sál však zůstal nedotčen. Prezidentská garda zahájila palbu na civilisty, kteří vtrhli do domu prezidentova bratra Françoise Compaorého – nejméně tři lidé přitom zemřeli. Budovy státního vysílače RTB, konkrétně rozhlasová budova Maison de la Radio, i budova televize byly rovněž obsazeny demonstranty. V televizním studiu se demonstranti objevili přímo na scéně večerního zpravodajství, zatímco před rozhlasem stála obrněná jednotka. Během dne bylo podle oficiálních zpráv zabito 5 osob, opoziční aktivisté však tvrdili, že obětí bylo až třicet. K protestům se připojili i někteří vojáci, včetně bývalého ministra obrany generála Kouamého Louguého.
Podle BBC hořely v části, kde bydlí poslanci, dva domy a ze dvou až tří dalších se valil kouř; hořel také hotel Azalaï. Státní televize přestala vysílat, nefungovala 3G síť ani posílání SMS zpráv, přístup k internetu a telefonům ale zůstal zachován. Násilné protesty se odehrály i ve druhém největším městě Bobo-Dioulasso, kde byly mimo jiné strhávány sochy a vypáleno místní sídlo CDP, stejně jako ve městě Ouahigouya na severu země. Uzavřeno bylo také letiště v Ouagadougou a všechny přílety i odlety zrušeny na neurčito.
Mnoho poslanců uprchlo do nejmenovaného hotelu v blízkosti parlamentu. Opoziční poslanec Ablassé Ouédraogo řekl: „Byl jsem tam, když demonstranti vtrhli dovnitř. Bezpečnostní složky parlamentu mě odvedly do bezpečí. Teď je těžké říct, co se bude dít dál, protože demonstranti neposlouchají nikoho.“ Generál Honoré Nabéré Traoré vyhlásil noční zákaz vycházení.

### 31. říjen
Na základě výzvy Zéphirina Diabrého se následující den demonstranti shromáždili na centrálním náměstí Place de la Nation v Ouagadougou a před armádním velitelstvím, kde panovalo napětí. Skandovali hesla jako „splňte svou povinnost, nebo ji splníme my“. Do konce dne Compaoré skutečně rezignoval, a přestože nastaly počáteční spory o vedení státu, byl 1. listopadu za dočasného prezidenta zvolen Yacouba Isaac Zida.

### Po rezignaci
1. listopadu vedl starosta Ouagadougou Simon Compaoré skupinu dobrovolníků při Operaci Mana Mana (v jazyce dyula „Čistota-čistota“) zaměřené na úklid ulic, za což byl chválen na sociálních sítích. Koalice nejmenovaných opozičních stran vydala prohlášení, v němž stálo: 
„Vítězství lidového povstání – a tedy i řízení přechodného období – patří lidu a v žádném případě nemůže být armádou zneužito.“
V prohlášení se rovněž požadovalo, aby byl přechod co nejvíce demokratický: 
"Vítězství, které z tohoto lidového povstání vzešlo, patří lidu, a odpovědnost za řízení přechodu tudíž právem náleží lidu. V žádném případě nemůže být uzurpováno armádou.“
Na 2. listopadu byla svolána další demonstrace na Place de la Nation. Již 1. listopadu Zidovi loajální vojáci hlídkovali v ulicích Ouagadougou poté, co v časných ranních hodinách v rozhlase oznámil, že se ujímá role prozatímní hlavy státu, aby se předešlo chaosu během demokratického přechodu moci. Protesty na náměstí pokračovaly s požadavky na civilní řízení vlády, namísto vojenského převzetí moci, které bylo vnímáno jako podvrácení lidového povstání. V televizním studiu RTB Zida prohlásil: „Nejedná se o státní převrat, ale o lidové povstání. Vzdávám čest památce mučedníků tohoto povstání a skláním se před obětmi našeho lidu.“ Zároveň vyzval Africkou unii a ECOWAS, aby podpořily tento přechod k demokracii.
Na demonstraci podle stanice France 24 dorazily tisíce lidí – tedy méně než až v součtu milion účastníků předchozích dnů – během protestů se náměstí Place de la Nation začalo přezdívat "náměstí Revoluce“. Demonstranty u televizní stanice RTB rozehnala armáda, která budovu uzavřela, stejně jako náměstí Place de la Nation. Zida varoval, že „jakýkoli čin, který by mohl narušit proces přechodu, bude tvrdě potlačen“. Při snaze armády rozehnat demonstranty bylo u RTB zahájeno ostřelování, při němž byl jeden člověk smrtelně zasažen bludnou kulkou, jak uvedla armáda. Ta budovu zcela ovládla a evakuovala z ní veškerý personál; na Place de la Nation byly vztyčeny barikády a demonstranti demonstrující proti „záběru moci“ vojskem byli rozehnáni. Jeden z transparentů na demonstraci připodobňoval Zidu k Jidášovi. Podle zpráv navštívila budovu RTB opoziční politička Saran Sérémé, členka opoziční strany PDC, společně s nejmenovaným armádním generálem a davem svých příznivců, aby zde oznámili, že přebírají iodpovědnost za řízení přechodu. Za zvuku střelby RTB přerušilo vysílání na několik hodin. Nejmenovaný armádní mluvčí tehdy uvedl: „Armáda nechce moc. Ale anarchii je třeba zastavit. Jakékoli porušení bude potrestáno s maximální rozhodností.“ Prezidentská bezpečnostní garda poté usilovala o zablokování přístupu na Place de la Nation. Dne 4. listopadu byl již v ulicích klid.

## Situace po protestech

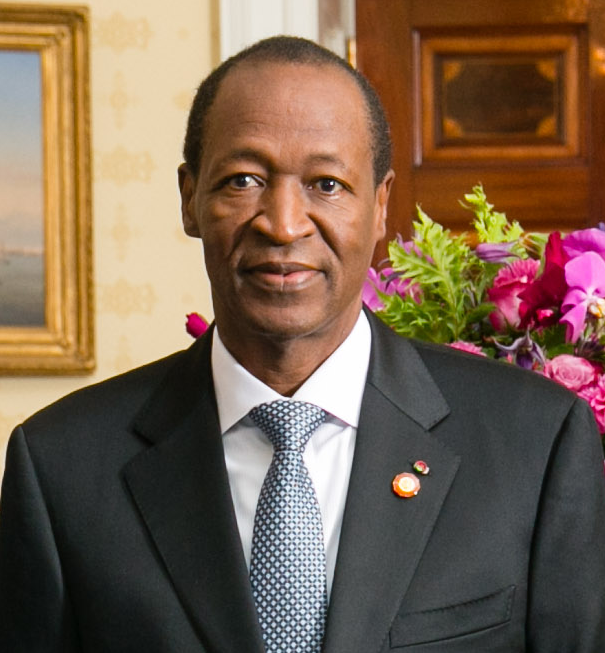
Bývalý prezident Blaise Compaoré

Vedení letiště Léopolda Sédara Senghora v Dakaru potvrdily pro list The Guardian, že se Compaoré nachází v Senegalu, později se ale objevily spory ohledně jeho skutečné lokace, ačkoliv bylo potvrzeno, že se nachází mimo zemi. V prohlášení přečteném v 17:00 na burkinafaské stanici Radio Omega se uvádělo, že Compaoré „rozpustil vládu“, vyhlásil výjimečný stav a vyzval k „zachování klidu.“ Později uvedl, že je připraven odejít z úřadu na konci přechodného období. Compaoré pak prohlásil, že si svůj post ponechá po dobu jednoho roku pod přechodnou vládou, a až poté předá moc. Rovněž dodal, že ruší „stav obležení“, který dříve vyhlásil.
Ředitel komunikace Ibrahim Sakandé přijal vyhlášení výjimečného stavu s tím, že „náčelník ozbrojených sil je pověřen jeho provedením.“ Compaorého odůvodnění pro vyhlášení doslovně znělo: „Chceme vytvořit podmínky pro změnu. Vyzývám vůdce politické opozice, aby ukončili protesty. Zavazuji se od dnešního dne zahájit rozhovory se všemi aktéry k ukončení krize.“ Předseda Svazu za obrodu, který svolal pochod, prohlásil: „Prezident se musí vyrovnat s důsledky.“
Předseda Svazu za pokrok a reformu Zéphirin Diabré vyzval armádu, aby se postavila na stranu „lidu“ a vyzval Compaorého k rezignaci. Opoziční aktivista Emile Pargui řekl: „30. říjen je černé jaro Burkiny Faso, jako bylo arabské jaro.“ Zprávy ve francouzských médiích rovněž uváděly, že Compaorého bratr Francis byl zatčen při pokusu o útěk ze země, zatímco Louguého prohlášení naznačovala, že armáda může zasáhnout a Compaorého sesadit. Opoziční představitel Simon Compaoré (který není s prezidentem příbuzný) řekl: „Je naprosto nezbytné, aby Blaise Compaoré odešel od moci a aby moc převzala přechodná vláda. Probíhají jednání s generálem Louguéem... zatím ale nebyla dosažena dohoda.“ Velení armády oznámilo, že vydá prohlášení později během dne; další nejmenovaní opoziční vůdci oznámili, že vedli rozhovory s Louguéem o vytvoření přechodné vlády. Poté, co Compaoré přislíbil „zahájit rozhovory se všemi aktéry k ukončení krize,“ náčelník generálního štábu ozbrojených sil, generál Honoré Nabéré Traoré, oznámil, že zemi bude řídit přechodná vláda až do voleb které proběhnou během 12 měsíců. Zároveň oznámil zákaz vycházení platný od 19:00 do 6:00, uzavřeny byly také státní hranice. Přechodná vláda měla být ustanovena po konzultaci se všemi politickými stranami.
Radio Omega FM Ouaga uvedlo, že tato „revoluce 2.0“ (s odkazem na lidové hnutí vedené Thomasem Sankarou v roce 1983, jehož svržení a vražda byla připisována Compaorému) byla opozicí označena za vítězství.
Poté, co násilnosti 30. října vyvrcholily, byl návrh zákona stažen z parlamentu dle spěšného prohlášení ministra komunikací Alaina Edouarda Traorého. Compaoré pak na Twitteru rovněž vyzval ke „klidu a vyrovnanosti.“

### Průběh rezignace
Do 24 hodin od událostí 30. října Compaoré trval na tom, že je stále prezidentem a že povede přechodnou vládu. Zatímco nejmenovaní mezinárodní diplomaté jeho krok podpořili, Zéphirin Diabré vyzval demonstranty, aby obsadili veřejná prostranství, a znovu vyzval ke Compaorého rezignaci. „Opozice řekla a znovu říká, že předpokladem jakýchkoli diskusí o politickém přechodu je odchod Blaise Compaorého – prostý, jasný a bezpodmínečný.“ Raper Smockey, politický aktivista za hnutí Le Balai Citoyen v místním rozhlase prohlásil, že lidé jsou „odhodlaní jednou provždy“ Compaorého odstranit. Jeho kolega Sams’K Le Jah se později k rezignaci vyjádřil tak, že armáda uposlechla vůle lidu. Současně však varoval před možným zneužitím situace a vyzval lidi, aby „zůstali bdělí a ve stavu pohotovosti, aby nedovolili nikomu ukrást vítězství svrchovaného lidu.“ 

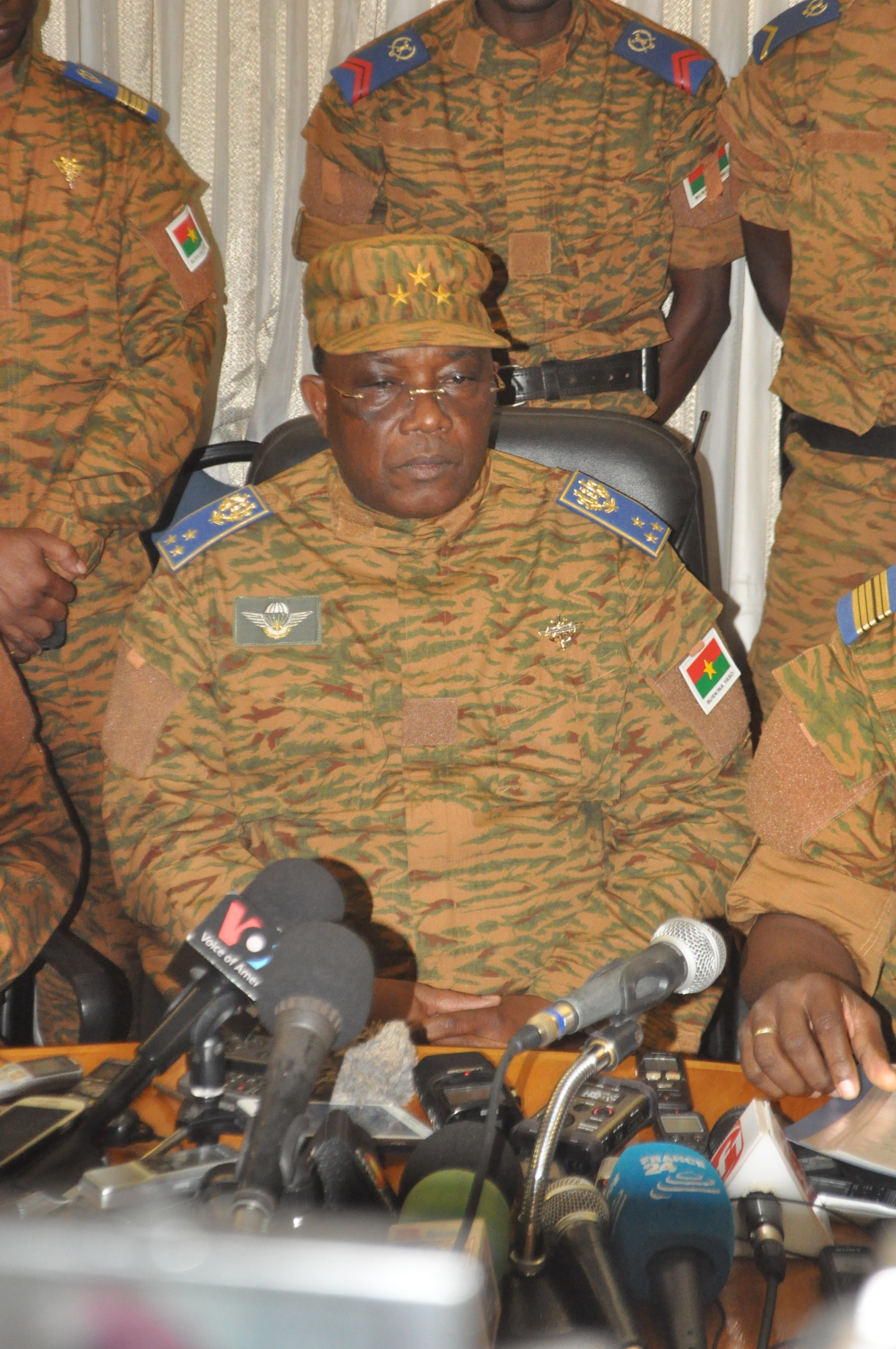
Generál Honoré Traoré oznamuje převzetí moci, 31. října

Později téhož dne Compaoré oznámil, že odstupuje z prezidentské funkce a že nastalo „mocenské vakuum“. Zároveň vyzval k „svobodným a transparentním“ volbám do 90 dnů. Jeho rezignace byla provedena na základě článku 43 ústavy Burkiny Faso, který stanoví, že v případě uprázdnění prezidentského úřadu se musí nové volby konat nejpozději do 60 až 90 dnů po oficiálním vyhlášení této skutečnosti – krok, který někteří politici, jako například Diabré, považují za obtížně proveditelný. Téhož dne se demonstranti shromáždili před vojenským velitelstvím a radovali se, když bylo oznámení o Compaorého odstoupení zveřejněno. Funkci hlavy státu v přechodném období převzal Generál Honoré Traoré. Přestože v Ouagadougou lidé po oznámení Compaorého odstoupení tančili a oslavovali, nálada ochladla, když vyšlo najevo, že se prozatímním prezidentem stal právě Traoré. Arsène Evariste Kabore, bývalý šéfredaktor státní televize, uvedl, že lidé nejsou s rozhodnutím spokojeni, protože Traoré byl Compaorého pobočníkem. Z davu se ozývaly výzvy, aby Traoré odstoupil. Někteří demonstranti dokonce volali po zvolení Louguého, kterého Compaoré v roce 2003 odvolal. Člen Lidového hnutí za pokrok (MPP) Monou Tapsoaba řekl, že „místo Traorého potřebujeme někoho důvěryhodného. Traoré je jen poskok Blaise Compaorého.“
Podplukovník Yacouba Issaac Zida se postavil proti tomu, že Traoré převzal moc, a zároveň se přiklonil k demonstrantům. Vyhlásil vlastní nouzová opatření a rozmístil vojáky do ulic. Následující den vydalo několik vysokých důstojníků armády prohlášení, že „podplukovník Yacouba Issaac Zida byl jednomyslně zvolen, aby vedl přechodné období, které nastalo po odchodu prezidenta Blaise Compaorého.“ Prohlášení bylo následně podepsáno i Traorém. Zida poté prohlásil: „Touhy burkinafaské mládeže po demokratické změně nebudou zrazeny ani zklamány.“

### Útěk do Pobřeží slonoviny
K 1. listopadu Compaoré uprchl do Yamoussoukra, hlavního města Pobřeží slonoviny. Přestože se původně vydal po státní dálnici z prezidentského paláce směrem k městu Pô, kolona odbočila ještě před příjezdem do města Nobéré, asi 45 km od města Pô. Compaoré byl po celou cestu v kontaktu s prezidentem země Alassanem Ouattarou, který vyslal vrtulník do neobydlené oblasti, aby Compaorého a jeho doprovod odvezl. Vláda Pobřeží slonoviny uvedla, že Compaoré se nachází v zemi se svou rodinou a doprovodem, nespecifikovala ale přesné místo. Agentura Reuters citovala vojenské zdroje, říkající, že pobývá v prezidentském rekreačním sídle v Assinii. Podle diplomatů byl jeho útěk podmíněn tím, že se Compaoré obával trestního stíhání za porušování lidských práv po svém odchodu z úřadu. Zida rovněž uvedl, že Compaoré je „na bezpečném místě“ a že jeho „bezpečnost a zdraví jsou zajištěny.“ 
Ouattara následně řekl: „Jako prostředník pomáhal svým bratrům na Pobřeží slonoviny obnovit dialog… Proto ho zde po bolavých událostech, které otřásly naším sousedem, přirozeně vítáme. Chceme, aby přechod proběhl mírově a v souladu s ústavním pořádkem. Prezident Compaoré zůstane v Pobřeží slonoviny, jak dlouho bude chtít.“

### Vytvoření vlády národní jednoty
3. listopadu oznámil Zida, že zemi brzy povede vláda národní jednoty řízená ústavou. Francouzská televize France 24 uvedla, že je Zida ochoten předat moc poslanci nebo zástupci občanské společnosti, ačkoliv pro to nezmínil žádný časový rámec. Očekávalo se však, že armáda si nadále udrží v přechodném období určitý vliv. Tradiční vůdce národu Mossiů, den poté uvedl, že se s ním Zida setkal a ujistil ho, že moc bude předána civilistům. Cílem mělo být obnovení míru v zemi. Podle pozastavené ústavy měl funkci dočasného prezidenta převzít předseda parlamentu, avšak místo pobytu tehdejšího předsedy Soungala Ouattary nebylo známo.
Probíhala jednání mezi politickými stranami a zástupci občanské společnosti, jejichž cílem bylo určit hlavu přechodné vlády. Tato jednání byla zprostředkována regionálními lídry z ECOWASu a Africké unie. Výsledkem byla dohoda, že přechodným prezidentem se má stát civilista a že se má dodržet původní plán uspořádat volby v listopadu 2015. Stále ovšem přetrvávalo napětí mezi bývalou vládnoucí stranou CDP a opozicí.
Po počáteční zdrženlivosti se armáda, zastoupená plukovníkem Augustem Denise Barrym, zapojila do jednání. Zida navzdory kritice uvedl, že by se jednání měla účastnit také CDP. V rozhovoru pro Jeune Afrique se bývalý prezident Compaoré vyjádřil, že část opozice spolupracovala s armádou na jeho svržení a že čas ukáže, zda měli pravdu. Dodal také, že by si nepřál být na Zidově místě.
Zida odmítl hrozby sankcí ze strany Africké unie kvůli dvoutýdenní lhůtě k předání moci civilistům. Tvrdil, že armáda má větší zájem na stabilitě než na vyhovění požadavkům organizace. Zkritizoval také AU za to, že v těžkých chvílích neposkytla podporu. Zástupce předsedy Africké unie, Erastus Mwencha, armádu obvinil z toho, že zneužívá nerozhodnosti politických stran. ECOWAS se postavil proti jednostranným sankcím a jmenovala senegalského prezidenta Mackyho Salla hlavním prostředníkem ve vyjednávání. Ghanský prezident John Dramani Mahama také varoval před uvalením sankcí. 10. listopadu se s Zidou setkal předseda Africké unie, mauritánský prezident Mohamed Ould Abdel Aziz, který zdůraznil, že organizace nepřijela ukládat sankce, ale podpořit řešení vedené samotnými Burkiňany. O den dříve se občanská společnost a opozice dohodly na návrhu přechodného období: volby v listopadu 2015, civilní přechodný prezident, 25členná vláda a 90členný přechodný parlament.
V polovině listopadu bylo dosaženo rámcové dohody mezi politiky, armádou a občanskou společností. Prezidentem se měl stát civilista zvolený zvláštním sborem složeným ze zástupců náboženských, vojenských, politických, občanských a tradičních struktur. Ten měl jmenovat premiéra, který by vytvořil přechodnou vládu a zákonodárný sbor. Přechodný prezident by se však nesměl voleb zúčastnit. Herve Kam z hnutí Le Balai Citoyen prohlásil: "Dnešek byl dnem kompromisu. Vojáci i civilisté se shodli na civilním přechodu moci. Instituce přechodu povedou civilisté." Generální tajemník OSN Pan-Ki-mun dohodu o  přechodu uvítal a poblahopřál k jejímu přijetí.

## Reakce

### Státy
- Belgie — Belgické ministerstvo zahraničí vydalo prohlášení, v němž svým občanů doporučilo vyhnout se cestám do Burkiny Faso. Belgičané, kteří se již v zemi nacházeli, byli vyzváni, aby se vyhýbali demonstracím, sledovali média a zůstávali informováni.[33]
- Francie — Jako bývalá koloniální mocnost vyzvala Francie všechny strany ke zdrženlivosti. Vyjádřila politování nad násilnostmi a její velvyslanec se setkal s představiteli opozice. Prezident François Hollande později uvedl, že Francie se bude podílet na zklidnění situace.[11]
- Rusko — Ruské ministerstvo zahraničí oznámilo, že situaci v zemi bedlivě sleduje. Vyjádřilo naději, že bude nalezeno řešení, a vyzvalo politické síly v zemi ke zdrženlivosti a odpovědnosti.[34]
- Spojené státy americké — USA vyjádřily znepokojení nad navrhovanou ústavní změnou, jež by umožnila Compaorému zůstat u moci. Bílý dům společně s velvyslanectvím v Ouagadougou odsoudili násilí a vyzvali všechny strany, včetně bezpečnostních složek, ke klidu. Washington zároveň apeloval na předání moci v souladu s ústavou.[11]
- Tchaj-wan — Tchajwanské ministerstvo zahraničí potvrdilo, že diplomatické vztahy s Burkinou Faso zůstanou nezměněné i po rezignaci Compaorého. Burkina Faso tehdy patřila mezi pouhých 22 států, které s Tchaj-wanem udržovaly plné diplomatické vztahy.[35]

### Mezinárodní organizace
- Africká unie — Organizace vydala prohlášení, v němž vyjádřila „hluboké znepokojení“ nad událostmi a vyzvala všechny strany k zachování klidu.[36] V dalším prohlášení se uvádělo: „Předsedkyně Komise... zdůrazňuje povinnost a závazek obranných a bezpečnostních sil postavit se k dispozici civilním autoritám, které by měly vést přechodné období.“ Mírová a bezpečnostní rada se kvůli situaci sešla dne 3. listopadu. Její předseda, Simeon Oyono Esono, řekl: „Žádáme ozbrojené síly, aby předaly moc civilním autoritám, a rada stanovila dvoutýdenní lhůtu pro toto předání. Africká unie je přesvědčena, že ke změně došlo v rozporu s demokracií. Avšak víme, že lidový tlak vedl k rezignaci prezidenta. Vzhledem k původu lidového povstání, které vedlo k tomu, že armáda převzala moc, jsme stanovili dvoutýdenní lhůtu, a po jejím uplynutí přistoupíme k sankcím.“[17]
- ECOWAS — Organizace vydala prohlášení, ve kterém vyjádřila znepokojení nad možným státním převratem a uvedla, že „nebude uznávat protiústavní převzetí moci“.[37] Dále vyzvala k „nutnosti respektovat principy demokratického a ústavního vládnutí“. Na žádost Africké unie a pod záštitou ECOWASU přijeli po 3. listopadu do země její představitelé, kteří se setkali s opozičními politiky, příznivci Compaorého, náboženskými vůdci a zástupci občanské společnosti. Delegace zahrnovala nigerijského prezidenta Goodlucka Jonathana, senegalského Mackyho Salla a ghanského Johna Mahamu, který delegaci vedl.[38] Jejím cílem bylo zprostředkovat řešení krize a najít dočasného lídra. Dne 5. listopadu opustili někteří bezejmenní opoziční předáci schůzku s Mathiasem Tankoanem, členem nepojmenované delegace občanské společnosti, přičemž jeden z nich prohlásil: „Nemůžeme sedět ve stejné místnosti jako ti, kdo nesou vinu za smrt obětí, jejichž těla jsme ještě ani nepochovali. Měli by být stíháni za tyto smrti i za protiústavní činy, které vedly k násilí v naší zemi.“ Tři prezidenti měli, nicméně, pokračovat v hledání řešení.  Krátce po povstání v Burkině Faso zvažovala organizace návrh, který by omezil prezidentské mandáty v Burkině maximálně na dvě funkční období, po odporu ze strany Toga a Gambie ale bylo od tohoto návrhu v květnu 2015 upuštěno.[39]
- Evropská unie — EU vyzvala ke zrušení navrhované ústavní změny a dodala, že tento krok by mohl ohrozit stabilitu v zemi.[3]
- Organizace spojených národů — Vedoucí Úřadu OSN pro Západní Afriku, Mohamed Ibn Chambas, měl následující den odletět do Burkiny Faso, aby se pokusil zprostředkovat řešení krize. Později prohlásil: „Doufáme v přechod vedený civilisty v souladu s ústavou. [Zida] řekl, že se nad tím zamyslí a pokusí se spolupracovat s OSN, Africkou unií a Hospodářským společenstvím západoafrických států, aby našel přijatelné řešení v souladu s ústavou.“ Zatímco generální tajemník OSN Pan-Ki-mun podpořil zprostředkovatelské úsilí Africké unie a ECOWAS, mluvčí OSN Stéphane Dujarric uvedl, že konzultace se všemi stranami mají „zajistit demokratický, civilisty vedený přechod v Burkině Faso. Mise bude pokračovat ve snaze pomoci vyřešit krizi v souladu s národní ústavou.“[11]

### Obyvatelstvo Afriky
Občané jiných afrických zemí, kteří sledovali záběry vysílané napříč kontinentem, se začali ptát, zda by události v Burkině Faso, pokud budou úspěšné, mohly být zopakovány jinde. Sociální sítě byly se plnily příspěvky uživatelů z mnoha afrických zemí, kteří ukazovali na své často autokratické vlády snažící se udržet u moci. Pro upozornění na situaci v zemi se na Twitteru vžilo užívání hashtagu „#lwili“, který odkazoval na tradiční burkinašský oděv Lwili Peendé.

### Média
Britský deník The Guardian uvedl, že události v Burkině Faso mohou představovat „slibný zlom v trendu, který nastavili různí afričtí vládci nalézající pružnost v ústavních omezeních, včetně Čadu, Gabonu, Guineje, Namibie, Toga a Ugandy.“ Nezisková zpravodajská organizace The Christian Science Monitor citovala nejmenované osoby, které tento vývoj označovaly jako „africké jaro“ a uváděly, že by mohl být varováním pro vůdce jako je Paul Kagame z Rwandy, kteří se také snaží zrušit limity pro prezidentské mandáty. Byly také činěny paralely s arabským jarem. Katarská televize Al Jazeera uváděla, zda tyto události budou mít dopady napříč západní Afrikou a zda jde o povstání, nebo převrat – ačkoliv ve svém panelu neměla žádného obyvatele Burkiny Faso.

Maja Bovcon z britské poradenské společnosti Maplecroft uvedla:
Armáda v Burkině Faso má velmi silné postavení. Je třeba také vzít v úvahu, že Blaise Compaoré sám se dostal k moci vojenským převratem [v roce 1987]. Je to bývalý důstojník a je také velmi úzce propojen s armádou. Režim v Burkině Faso bychom mohli popsat jako určitý mix politické a vojenské kultury. Nicméně zde existují obrovské rozkoly – zejména mezi běžnou armádou a speciálními elitními jednotkami. Po protestech v roce 2011 se Blaise Compaoré začal své vlastní armády bát. Vojáci se základnou v Ouagadougou nebyli řádně vybaveni, zatímco prezidentská garda zůstávala dobře ozbrojená. Je zvláštní, že právě Isaac Zida, člen prezidentské gardy, se stal hlavou tohoto přechodného vedení. Bude opravdu zajímavé sledovat, jak se Isaac Zida v budoucnu zachová a jaký bude jeho vztah k opozici.